# Tectonică

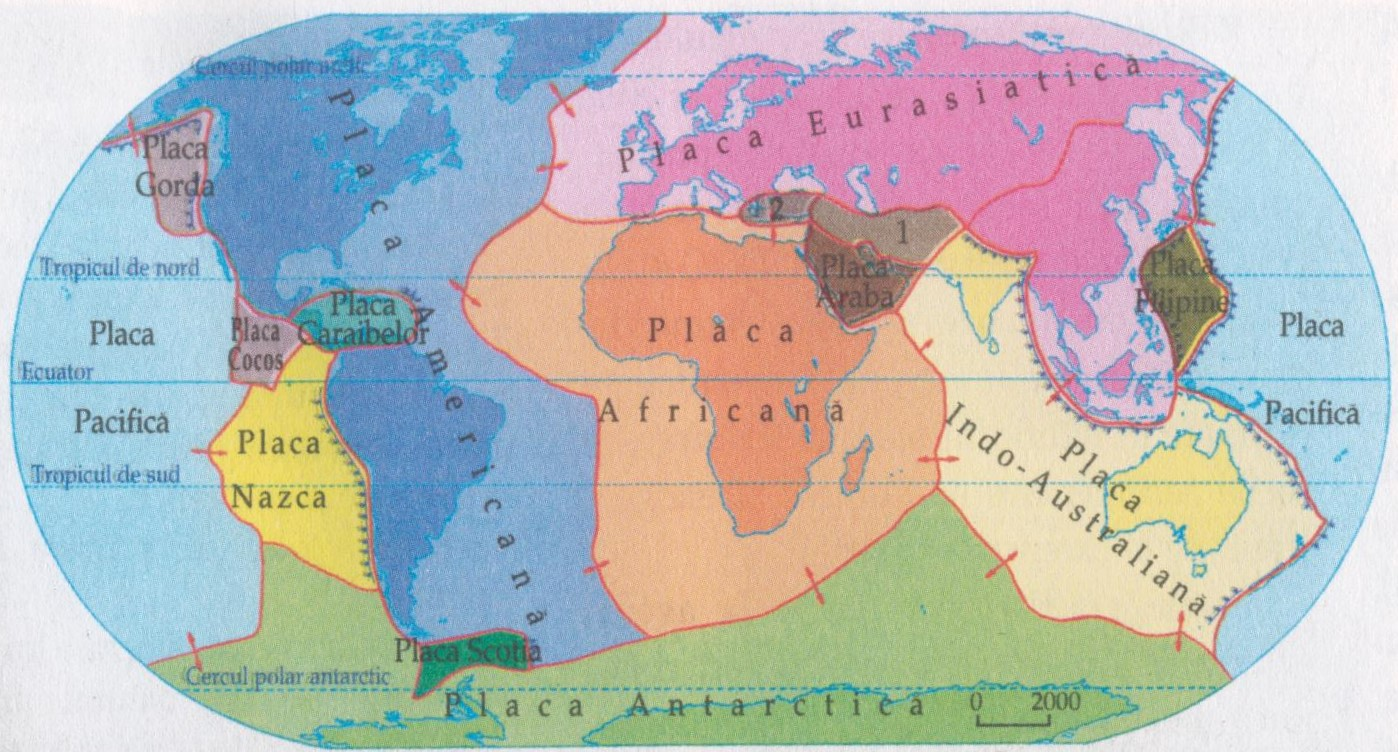
Placile tectonice ale Pamantului

A nu se confunda cu "Tectonic", formație de thrash metal!

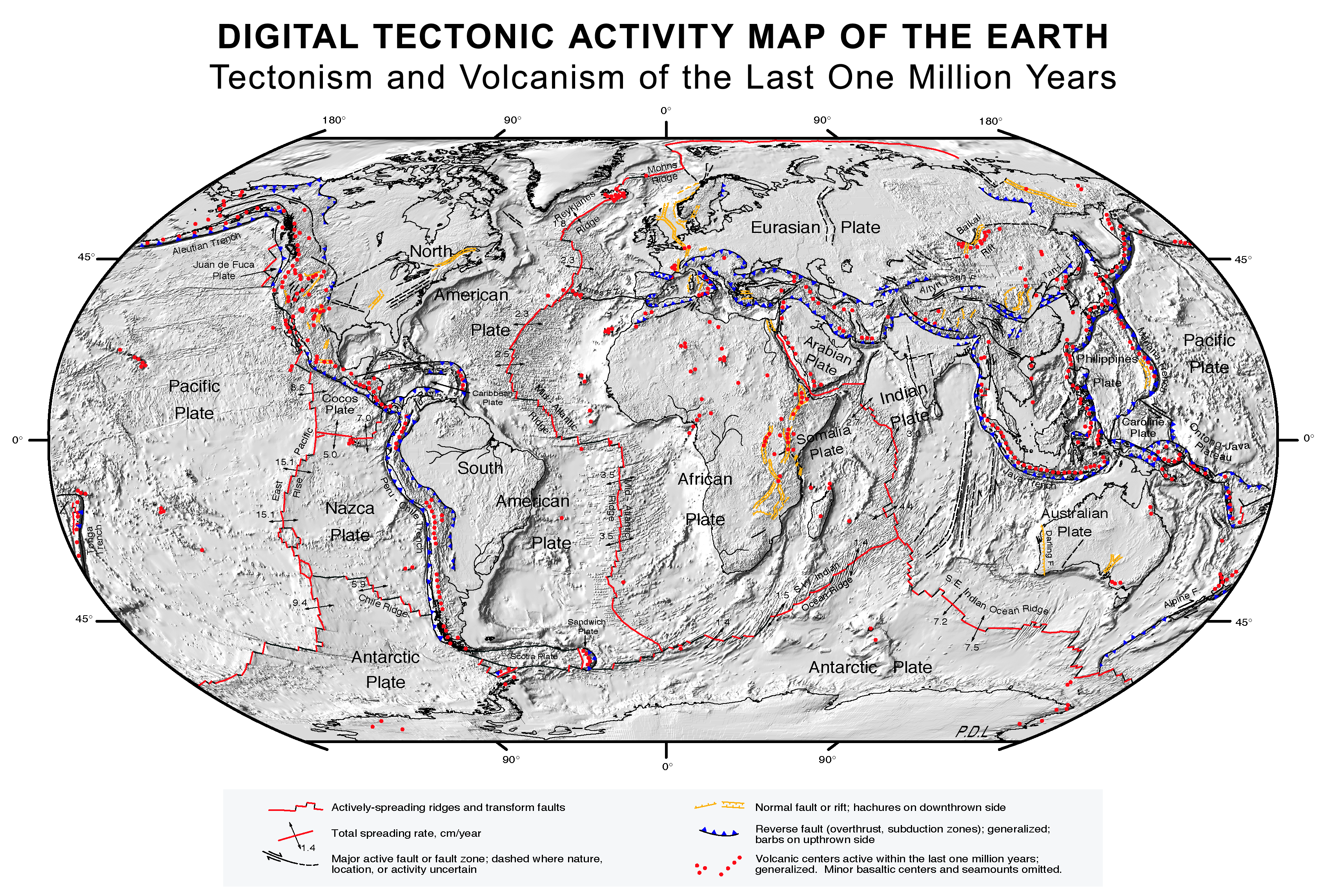
Harta principalelor plăci terestre

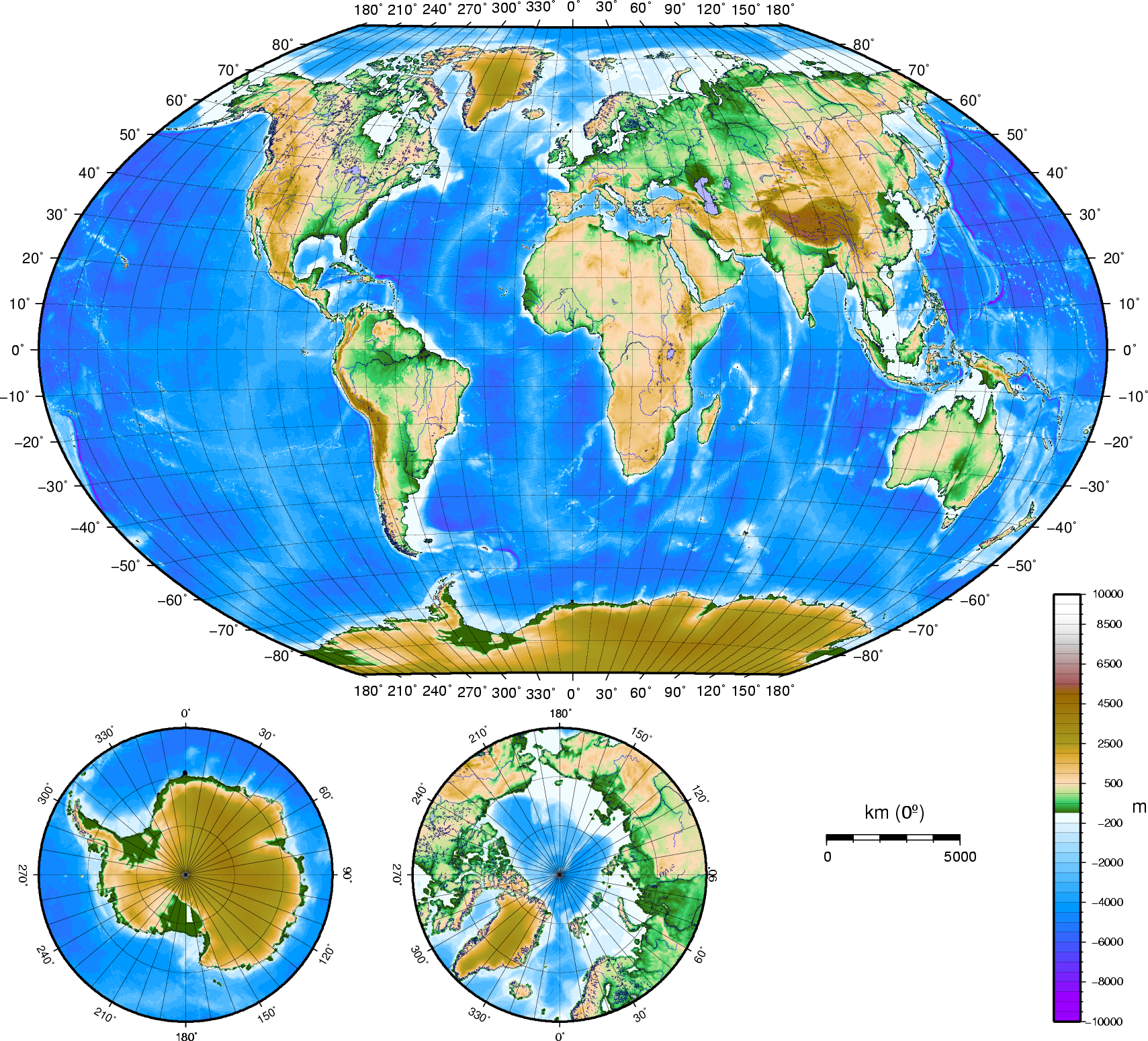
Topografia mondială

Tectonica este știința care se ocupă cu studiul dinamicii și evoluției scoarței terestre. Ea studiază mișcările care afectează porțiuni din scoarța terestră, urmate de realizarea marilor structuri și reliefuri. Conform descoperirilor acesteia, suprafața planetei noastre este alcătuită din șase plăci tectonice mari și din câteva mai mici. Aceste plăci, mai mult sau mai puțin stabile, se mișcă pe orizontală (tectonica plăcilor), ceea ce conduce la formarea de fisuri în scoarța terestră. Concomitent, masa fierbinte care alcătuiește miezul Pământului ajunge prin aceste fisuri aproape de suprafață și astfel magma fierbinte ajunge să se reverse în exterior ca lavă.
Această teorie a fost formulată de învățatul german Alfred Lothar Wegener, meteorolog, geofizician și explorator al Groenlandei. În cercetările sale, el a susținut existența supracontinentului Pangeea, care s-a divizat în perioada triasică și ale cărui fragmente s-au îndepărtat unele de altele, formând continentele. Deși Wegener și-a susținut teoriile cu numeroase argumente și observații, comunitatea științifică le-a respins, deoarece acestea erau împotriva convingerilor vremii, potrivit cărora continentele și oceanele aveau o poziție fixă. Abia după 30 de ani de la moartea omului de știință, teoriile sale au fost confirmate de cercetările ulterioare, efectuate în timpul uneia dintre expedițiile din Groenlanda. În prezent, vulcanologii dispun de instrumente cu care pot prevedea cu aproximație pericolele de cutremure de pe pământ sau de erupții vulcanice. Locul și ziua când va avea loc cataclismul nu pot fi stabilite însă cu precizie.